# Addis Abebe
Addis Abebe (Etiopía, 5 de septiembre de 1970) es un atleta etíope retirado, especializado en la prueba de 10000 m en la que llegó a ser medallista de bronce olímpico en 1992.

## Carrera deportiva
En los JJ. OO. de Barcelona 1992 ganó la medalla de bronce en los 10000 metros, con un tiempo de 28:00.07 segundos, llegando a la meta tras el marroquí Khalid Skah y el keniano Richard Chelimo.